# Bäcketjärnen (Nössemarks socken, Dalsland)
Bäcketjärnen är en sjö i Dals-Eds kommun i Dalsland och ingår i Göta älvs huvudavrinningsområde. Sjön har en area på 0,0202 kvadratkilometer och ligger 125,4 meter över havet.